# ENQUIRE
ENQUIRE又称询问计划，是由欧洲核子研究中心的提姆·柏內茲-李於1980年編寫的一個軟體計劃，它是全球資訊網的前身。它是一個簡單的超文字程式，與全球資訊網和語義網有一些相似的概念，但在幾個重要部分有所差異。根據柏內茲-李的說法，這個名字的靈感源自於一本古老的書籍「入內搜尋，有求必應」。

## 歷史
1980年左右，約有一萬人在欧洲核子研究中心工作，提供不同的硬體、軟體和個人需求。利用電子郵件和文件交換完成大量工作。科學家們需要追蹤實驗室非常多的項目，項目之間彼此互相關聯。柏內茲-李從1980年6月23日起在CERN工作六個月，這段期間他開發了ENQUIRE。要建立一個不同網路、磁碟格式、數據格式和字符編碼方案相容的新系統，在不同系統之間傳輸信息的任何嘗試都是一項艱鉅的任務。ENQUIRE之前的不同超文本系統沒有達到這些需求，即Memex和NLS。

## 與萬維網的差異
ENQUIRE由一個名為卡片的頁面和超連結所組成。這些連結具有不同的含義，作者、事物、文件和群組等都顯示在卡片上。每個人都可以看到連結之間的關係，解釋連結的需求是什麼，或者刪除卡片會發生什麼事。任何人都可以增加新的卡片，但他們需要一張現有的卡片。萬維網的建立是為了統一CERN現有的不同系統，如ENQUIRE、CERNDOC、VAX / VMS Notes和Usenet。